# Jana Schimke

Jana Schimke, 2020

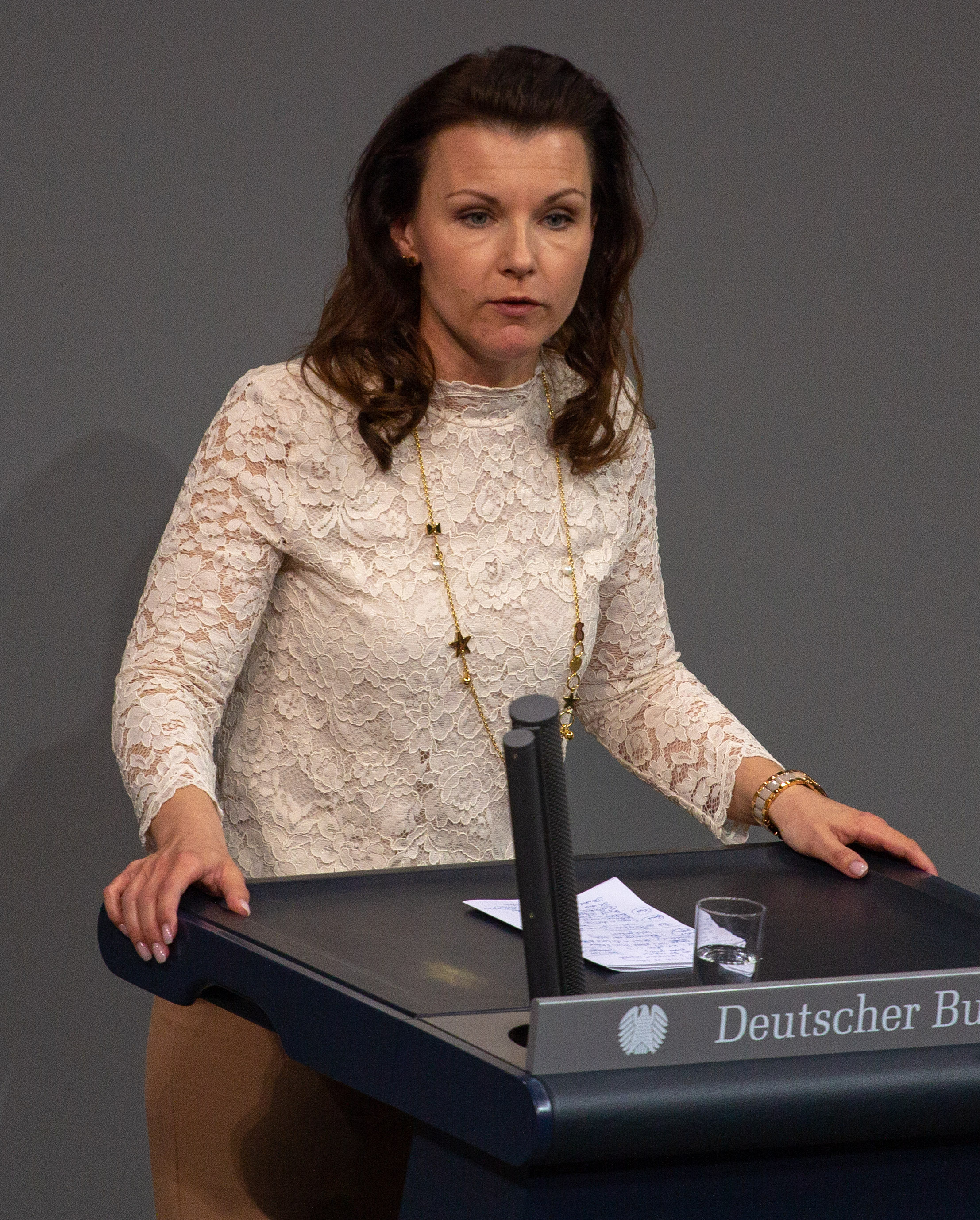
Jana Schimke im Deutschen Bundestag, 2019

Jana Schimke (* 6. September 1979 in Cottbus, DDR) ist eine deutsche Politikerin (CDU). Sie war von 2013 bis 2025 Mitglied des Deutschen Bundestages.

## Leben
Von 1999 bis 2005 absolvierte Schimke ein Studium der Politikwissenschaft an der TU Dresden und FU Berlin, das sie als Diplom-Politikwissenschaftlerin abschloss. Von 2002 bis 2006 war sie für verschiedene Abgeordnete der CDU/CSU-Fraktion im Deutschen Bundestag tätig. Es folgte eine Beschäftigung in der Abteilung Stadtentwicklung und Wohnungsmarkt beim Interessenverband Haus & Grund. Von 2008 bis zu ihrem Einzug in den Bundestag 2013 arbeitete Schimke in der Abteilung Arbeitsmarktpolitik der Bundesvereinigung der Deutschen Arbeitgeberverbände (BDA).
Schimke lebt mit ihrer Familie in Rangsdorf in Brandenburg. Sie ist Mutter zweier Kinder und verheiratet.
Jana Schimke engagiert sich ehrenamtlich seit September 2014 im Präsidium des DRK-Landesverbandes Brandenburg e. V.

## Politischer Werdegang
Schimke trat 2003 in die CDU ein und war von 2011 bis 2012 Vorsitzende der Frauen-Union Potsdam sowie von 2011 bis 2013 stellvertretende Landesvorsitzende der Frauen-Union Brandenburg. Von April 2015 bis November 2019 war sie außerdem stellvertretende Landesvorsitzende der CDU Brandenburg. Sie ist stellvertretende Kreisvorsitzende der CDU Dahme-Spreewald.  
Bei den Bundestagswahlen 2013 und 2017 gewann sie das Direktmandat des Bundestagswahlkreises Dahme-Spreewald – Teltow-Fläming III – Oberspreewald-Lausitz I. Bei der Bundestagswahl 2021 verlor sie ihr Direktmandat, zog aber über die Landesliste der CDU wieder in den Bundestag ein. Die Wahl 2025 verlor sie erneut und schied damit aus dem Bundestag aus.
Schimke war Vorsitzende des Ausschusses für Tourismus, ordentliches Mitglied im Ausschuss für Arbeit und Soziales sowie stellvertretendes Mitglied im Ausschuss für Familie, Senioren, Frauen und Jugend. Sie war Mitglied im Vorstand des Parlamentskreises Mittelstand (PKM) der CDU/CSU-Bundestagsfraktion.
Auf dem Bundesmittelstandstag der Mittelstands- und Wirtschaftsunion der CDU/CSU (MIT) wurde Schimke im September 2019 zur stellvertretenden Bundesvorsitzenden gewählt.
Vom April 2019 bis Dezember 2020 war Schimke Mitglied der von der Bundesregierung eingesetzten Kommission „30 Jahre Friedliche Revolution und Deutsche Einheit“.

## Politische Positionen
Bei der Abstimmung über die Einführung des gesetzlichen Mindestlohns am 3. Juli 2014 war Schimke eine von fünf Abgeordneten des Bundestages, die gegen das Gesetz stimmten. Rückblickend sagte sie dazu: „Meine Motive, mit ‚Nein‘ zu stimmen, waren die wirtschaftlichen Realitäten hier in meinem Wahlkreis und in Ostdeutschland. Der Mindestlohn vernichtet Arbeitsplätze und fördert Arbeitslosigkeit.“
Am 10. Dezember 2021 war sie eine von fünf Abgeordneten der Unionsfraktion, die gegen einen Gesetzentwurf der Regierungskoalition aus SPD, FDP und Bündnis 90/Die Grünen stimmten, der eine Pflicht zur Impfung gegen das Corona-Virus für Beschäftigte aus bestimmten Arbeitsfeldern vorsah.